# トニー・アンデルソン・ダ・シウヴァ・カルヴァーリョ
トニー・アンデルソン（Thonny Anderson）ことトニー・アンデルソン・ダ・シウヴァ・カルヴァーリョ（ポルトガル語: Thonny Anderson da Silva Carvalho、1997年12月27日 - ）は、ブラジルのサッカー選手。ポジションはMF、FW。Jリーグ・徳島ヴォルティス所属

## クラブ歴
サンパウロに生まれ、サンパウロFCの下部組織に2007年に加入。しかし直後にグレミオ・オザスコ・アウダックスの下部組織に移った。この当時はディフェンダーをしていたが、ミッドフィールダーへとポジションを移し、16歳でトップチームの練習に参加するようになった。2015年にクルゼイロECのU-17チームへと移籍。2017年にはU-20チームの主将としてU-20カンピオナート・ブラジレイロで優勝、彼自身も13試合で3得点という結果を残した。またこの年はU-20スーペルコパ・ド・ブラジルも制している。
2018年1月9日にグレミオFBPAに期限付き移籍。15日後のカンピオナート・ガウショでペペに代わって途中出場し、プロ初出場。2月18日にはプロ初得点も記録した。その後カンピオナート・ブラジレイロ・セリエAでも出場を続け、2019年に完全移籍となった。
同年5月9日にアトレチコ・パラナエンセにシーズン終了までの期限で期限付き移籍。